# La Herradura (ort i Spanien)
La Herradura är en ort i Spanien.   Den ligger i provinsen Provincia de Granada och regionen Andalusien, i den södra delen av landet, 400 km söder om huvudstaden Madrid. La Herradura ligger 39 meter över havet och antalet invånare är 4 248.
Terrängen runt La Herradura är huvudsakligen kuperad, men åt nordväst är den bergig. Havet är nära La Herradura åt sydväst.  Närmaste större samhälle är Almuñécar, 4,2 km öster om La Herradura. 